# Damghan (Verwaltungsbezirk)
Damghan (persisch شهرستان دامغان) ist ein Schahrestan in der Provinz Semnan im Iran. Er enthält die Stadt Damghan, welche die Hauptstadt des Verwaltungsbezirks ist. Der Bezirk Damghan besteht aus zwei Distrikten (Bakhshes): Zentraldistrikt und Distrikt Amirabad. Zum Distrikt Central gehören drei Städte: Damghan, Dibaj und Kalateh Rudbar.

## Demografie
Bei der Volkszählung 2016 betrug die Einwohnerzahl des Schahrestan 94.190. Die Alphabetisierung lag bei 92 Prozent der Bevölkerung. Knapp 77 Prozent der Bevölkerung lebten in urbanen Regionen.
| Zensusjahr | Einwohnerzahl |
| ---------- | ------------- |
| 2011       | 86.908        |
| 2016       | 94.190        |